# Selvhjælp
Selvhjælp er hjælp til at klare sig selv. Selvhjælp indebærer tanken om, at de fleste mennesker kan klare mange af deres egne problemer, hvis de får den rette vejledning eller møder andre, der står i samme livssituation.

## Indhold
Selvhjælp kan defineres som selvhjulpen forbedring af sig selv eller sit liv - økonomisk, intellektuel eller følelsesmæssig - der ofte har et psykologisk grundlag, men som også kan have et filosofisk, spirituelt eller økonomisk grundlag. Ifølge den amerikanske psykologforening APA kan selvhjælp være gavnlig ved at give støtte, viden, erfaring, identitet og tilhørsforhold.
Selvhjælp indebærer ofte, at personer søger information eller støtte i selvhjælpslitteratur eller selvhjælpsgrupper. Selvhjælpslitteratur giver vejledning til at forbedre liv og adfærd, og den slags litteratur kan både have en psykologisk, filosofisk, økonomisk eller spirituel indgangsvinkel. Selvhjælpsgrupper bygger derimod på gensidig støtte blandt ligesindede, og de kan fx være særlige grupper for depressive eller alkoholikere. I selvhjælpsgrupper oplever de deltagende, at de ikke er alene med deres problemer, og at de selv kan gøre noget for at hjælpe sig selv.

## Historie
Selve tanken om selvhjælp går tilbage til antikkens filosofi, hvor den findes hos blandt andre Aristoteles og stoikerne. I renæssancen og oplysningstiden blev der udgivet en stigende mængde litteratur om at regere, leve eller opføre sig vel, som dog ofte var forbeholdt de kongelige, adlen eller borgerskabet.
Først i moderne tid opstod der en bred og mere folkelig selvhjælpsbølge i USA, som spredte sig til den øvrige vestlige verden gennem erhvervsliv, psykologi og pædagogik. Fra begyndelsen af det 20. århundrede blev det moderne begreb om selvhjælp således særligt udbredt i amerikansk faglitteratur og levevis. Nogle regner Anonyme Alkoholikere som den tidligste amerikanske selvhjælpgruppe, der siden har bredt sig til hele verden. Selvhjælpslitteratur blev særligt udbredt fra 1950'erne, især med Norman Vincent Peales udgivelse af bogen The Power of Positive Thinking i 1952.
Fra slutningen af det 20. århundrede blev konceptet og genren selvhjælp meget populær i hele den vestlige verden, og det omfattede især bøger og grupper med et psykologisk grundlag. I det 21. århundrede er der opstået voksende undergenrer inden for selvhjælpslitteratur, der snarere tager udgangspunkt i enten filosofii eller spiritualitet.

## Områder for anvendelse

### Selvhjælpsgrupper
Tanken om selvhjælpsgrupper stammer især fra Anonyme Alkoholikere (AA) fra 1935. Senere blev selvhjælpsgrupper også en del af borgerrettighedsbevægelsen i USA. I dag findes der mange forskellige typer selvhjælpsgrupper, og i Danmark bliver en del organiseret under Frivilligcentre og Selvhælp Danmark.
Grundtanken i selvhjælpsgrupper et, at folk kan undgå at føle sig alene med deres problemer og i stedet hjælpe og støtte hinanden ved at dele erfaringer og håb. I de oprindelige selvhjælpsgrupper som Anonyme Alkoholikere, er grupperne brugerstyrede og giver ligesindede med den samme type problemer mulighed for at støtte hinanden i at løse deres problemer med fx alkohol, narkotika, mad eller ludomani. Disse grupper, der udspringer af AA, kaldes også 12-trins fællesskaber, fordi kernen er programmer for personlig udvikling, der følger 12 trin.

### Selvhjælpskurser
Der findes også kurser og uddannelser, der har fokus på at lære elever og kursister selvhjælp. Nogle af disse kurser varetages af psykologer, sundhedsprofessionelle, psykoterapeuter, tekniske eksperter eller økonomer. Kurser kan også udbydes af sundhedsvæsenet og for eksempel have fokus på at tackle livet med kronisk sygdom eller psykisk lidelse. Andre kurser har et mere teknisk indhold og kan for eksempel være IT-kurser om hjælp til at kunne vedligeholde systemer og lignende.

### Selvhjælpslitteratur
I moderne tid går tanken om selvhjælp tilbage til bogen Self-Help, der blev udgivet af Samuel Smiles i 1859. Selvhjælpslitteratur er bøger, der er skrevet med henblik på at hjælpe læseren til at løse deres egne personlige, økonomiske eller intellektuelle problemer. Fra slutningen af det 20. århundrede gik selvhjælpslitteratur fra at være en niche til at værre en af de mest udbredte former for litteratur. I det 21. århundrede sælges der både selvhjælpsbøger, som har deres fundament i psykologi, økonomi, filosofi og spiritualitet. Fremtrædende repræsentanter er blandt andre samlivseksperten John Gray, den australske forfatter Rhonda Byrne og de spirituelle forfatter Eckhart Tolle og Deepak Chokra. En særlig form for selvhjælpsbøger er de såkaldte anti-selvhjælpsbøger, som er selvhjælpslitteratur, der vejleder til at leve et uperfekt liv. En vigtig repræsentant er den amerikanske blogger og forfatter Mark Manson, som har skrevet bogen Kunsten at være fucking ligeglad.
En særlig del af selvhjælpslitteraturen er knyttet til selvhjælpsgrupperne. Mest kendt er bogen Anonyme Alkoholikere, der også kaldes Store bog eller Blå bog. Denne bog til alkoholikere har et filosofisk og spirituelt grundlag.

## I Danmark
Selvhjælp er en velkendt metode i Danmark, og der er både danske forfattere og organisationer, der bruger tilgangen. Der findes herunder talrige danske bøger om emnet selvhjælp, hvoraf flere er blevet kendte i offentligheden . Kendte danske forfattere af selvhjælpsbøger er blandt andre Ida Holst, Morten Albæk og Svend Brinkmann. Desuden er der adskillige danske selvhjælpsgrupper for blandt andet mænd, alkoholikere, narkomaner og mennesker, der er ramt af depression eller er i sorg. Herunder findes både Anonyme Alkoholikere og Anonyme Narkomaner samt Anonyme Sex og Kærlighedsafhængige, Anonyme Overspisere og Voksne Børn af alkoholikere og andre dysfunktionelle familier i Danmark.

## Selvhjælpslitteratur på dansk
- 12 trin og 12 traditioner i Anonyme Overspisere (2010): Anonyme Overspisere
- Al-Anons 12 trin og 12 traditioner (2012), Al-Anon
- Albæk, Morten (2018): Ét liv, én tid, ét menneske - hvordan vi glemte at leve et meningsfuldt liv. Gyldendal
- Anonyme Alkoholikere (1989). Anonyme Alkoholikere
- Bare for idag (2012): Narcotics Anonymous World service
- Bay-Hansen, Jesper (2017): Mærk efter! Mindspace
- Brinkmann, Svend (2017): Gå glip. Gyldendal
- Brinkmann, Svend (2021): Vi er det liv vi lever. Gyldendal
- Brinkmann, Svend (2022): Tænk! Gyldendal
- Byrne, Rhonda (2007): The secret - hemmeligheden. Borgen
- Byrne, Rhonda (2021): Den største hemmelighed. Borgen
- Chokra, Deepak (2018): De syv spirituelle love for succes. Gyldendal
- Clear, James (2020): Atomvaner - nøglen til at skabe gode vaner og bryde de dårlige. Dafolo
- Covey, Stephen (2009): 7 gode vaner. Gyldendal
- Formålsparagraf for Sex and Love Addicts Anonymous (1985). Anonyme Sex- og Kærlighedsafhængige
- Gray, John (2005): Mænd er fra Mars, kvinder er fra Venus. Borgen
- Holm, Jakob (2018): Meningen med det hele. Kristeligt Dagblads Forlag
- Holst, Ida (2018): Budgetbaby, Eudor
- Hougaard, Esben & Mikkel Arendt (2016): Social angst – en selvhjælpsbog. Dansk Psykologisk Forlag
- Jensen, Anders Fogh (2013): Hvordan skal jeg leve mit liv, Kierkegaard? Akademisk Forlag
- Jensen, Karsten Engmann (2012): Et liv med overskud - Sådan får du økonomi og fritid til at spille sammen. Gyldendal
- Manson, Mark (2018): Kunsten at være fucking ligeglad. En anderledes guide til et godt liv. Forlaget Memoris
- Overgaard, Niels (2020): Det hele handler ikke om dig. People’s Press
- Peterson, Jordan (2018):12 regler for livet: En modvægt til kaos. Jyllands Postens Forlag
- Schucman, Helen (2001): Et kursus i mirakler. Sphinx
- Store bog (1989). Anonyme Alkoholikere
- Tolle, Eckhart (2004): Nuets kraft. Borgen
- Tolle, Eckhart (2004): Lev i nuets kraft.